# کلمن چبولی
کلمن چبولی (متولد ۲۱ فوریه ۱۹۹۲) بازیکن والیبال اهل اسلوونی، عضو تیم ملی اسلوونی و آسیکو رسوویا ژشوف است.